# Glory Grant
Glory Grant est un personnage de fiction appartenant à l'univers de Marvel Comics. Elle apparaît pour la première fois dans The Amazing Spider-Man # 140 de janvier 1975.

## Biographie du personnage
Gloria est mannequin et habite dans l'immeuble ou Peter Parker (Spider-Man) va emménager. Habitant tous les deux sur le même palier, les deux jeunes gens deviennent vite amis. Lorsque la jeune femme perd son emploi, son ami Peter lui propose de postuler pour être la secrétaire de J.Jonah Jameson qui cherche désespérément quelqu'un depuis le départ de Betty Brant. Jameson fut immédiatement conquis par cette nouvelle assistante. 
Glory fut souvent en danger mais a été à chaque fois sauvée par le fantastique Spider-Man. Glory finit par tomber amoureuse du chef de gang criminel Eduardo Lobo. Lobo était en guerre contre le caïd et s'est servit de Gloria pour avoir accès aux informations du Bugle. La jeune femme finit par se rendre compte que son fiancé est un criminel. Perdue entre ses sentiments et la culpabilité elle demanda conseil à Peter qui lui conseilla de suivre son cœur. Lors d'une bataille entre Edouardo et Spider-Man, Glory témoin de la scène ramassa un revolver puis tira ce qui tua instantanément Edouardo. Spider-Man tenta de la remercier mais elle lui révéla qu'elle l'avait en fait visée suivant son cœur.   
Glory fut plus tard possédée par la sorcière Galypso puis elle rendit son corps à la jeune femme lorsque celle-ci revenue définitivement du royaume des morts. Lorsque J. Jonah Jameson devient maire, Gloria finit par devenir l'une de ses conseillères. Glory resta amie avec ses anciens amis dont Betty Brant qu'elle aidera lors de sa rupture avec Flash Thompson et de Mary Jane Watson.
Dans la saga Spider-Gwen, Glory est une adolescente qui est une amie de Gwen Stacy.

## Adaptations dans d'autres médias

### Série
- Glory Grant apparaît dans la série Spider-Man, l'homme-araignée de 1994 doublée  par Nell Carter.
- Elle apparaît également dans The Spectacular Spider-Man (série télévisée) où elle est lycéenne dans le même lycée de Peter Parker, doublée par Cree Summer.

## Sources
Encyclopédie Marvel, Spider-Man de A à Z, Marvel France/Panini France S.A., 2004